# PalaTriccoli
Il PalaTriccoli, originariamente denominato PalaTabano (dal nome della via in cui sorge), è la principale arena sportiva di Jesi.
È dedicata a Ezio Triccoli, fondatore del Club Scherma Jesi e importante maestro di scherma scopritore di atleti ed atlete vincitori/ici di decine di medaglie d'oro olimpiche e mondiali.
L'impianto, fortemente voluto dallo storico esponente locale del Partito Socialista Italiano nonché assessore allo sport di lungo corso, Leonello Rocchetti, venne inaugurato nel giugno 1987 in occasione della semifinale play-off scudetto del campionato di pallavolo maschile Serie A1 1986-1987 tra la Kutiba Pallavolo Falconara, orfana del palasport falconarese per le gare interne, e la Panini Modena Volley. 
Ospita le partite casalinghe dell'Aurora Basket Jesi (che ha militato per decenni nella seconda serie nazionale, arrivando anche a giocare in Serie A nel 2004-2005). Ospitava inoltre le gare interne della Giannino Pieralisi Volley e della Jesina Calcio a 5 quando queste società disputavano i campionati nazionali delle loro attività sportive.
Nell'aprile 2015 allo storico nome è stato affiancato quello dello sponsor, pertanto il palazzetto ha assunto la denominazione di UBI BPA Sport Center. Il 12 ottobre 2015, i sei ingressi del palazzetto sono stati assegnati ai nomi degli sportivi jesini più votati di un sondaggio svolto nei mesi precedenti tramite il sito dell'Aurora Basket: i sei vincitori sono Roberto Mancini, Valentina Vezzali, Elisa Di Francisca, Giovanna Trillini, Alessia Polita e Stefano Cerioni.
La sua capienza è stata ridotta negli anni per motivi di sicurezza, portandola da 4 200 posti agli attuali 3 500.